# Miraklet (film fra 1913)
|  | Denne artikel er oprettet af botten Steenthbot ud fra en ekstern database. Den kan derfor have sproglige fejl eller mangler. Denne skabelon kan fjernes efter kontrol af indholdet. |

 For alternative betydninger, se Miraklet. (Se også artikler, som begynder med Miraklet)
Miraklet er en dansk stumfilm fra 1913 med ukendt instruktør og efter manuskript af Elise Tvede.

## Medvirkende
- Anton de Verdier, Grosserer Brun
- Edith Buemann Psilander, Grosserens hustru
- Johanne Fritz-Petersen, Emma Wahl